# Татарское Бурнашево
Татарское Бурнашево — село в Верхнеуслонском районе Татарстана. Административный центр Бурнашевского сельского поселения.

## География
Находится в западной части Татарстана на расстоянии приблизительно 19 км на запад-юго-запад от районного центра села Верхний Услон в 1,5 км от реки Свияга.

## История
Известна с 1647—1652 годов. В 1878 году была построена Михайло-Архангельская церковь. Поэтому село упоминалось также как Архангельское.

## Население
Постоянных жителей было в 1782 году — 457 душ мужского пола, в 1859 — 683, в 1908 — 773, в 1926 — 822, в 1938 — 601, в 1949 — 344, в 1958 — 282, в 1970 — 312, в 1979 — 233, в 1989 — 467. Постоянное население составляло 514 человек (русские 77 %) в 2002 году, 492 — в 2010.